# Межевание

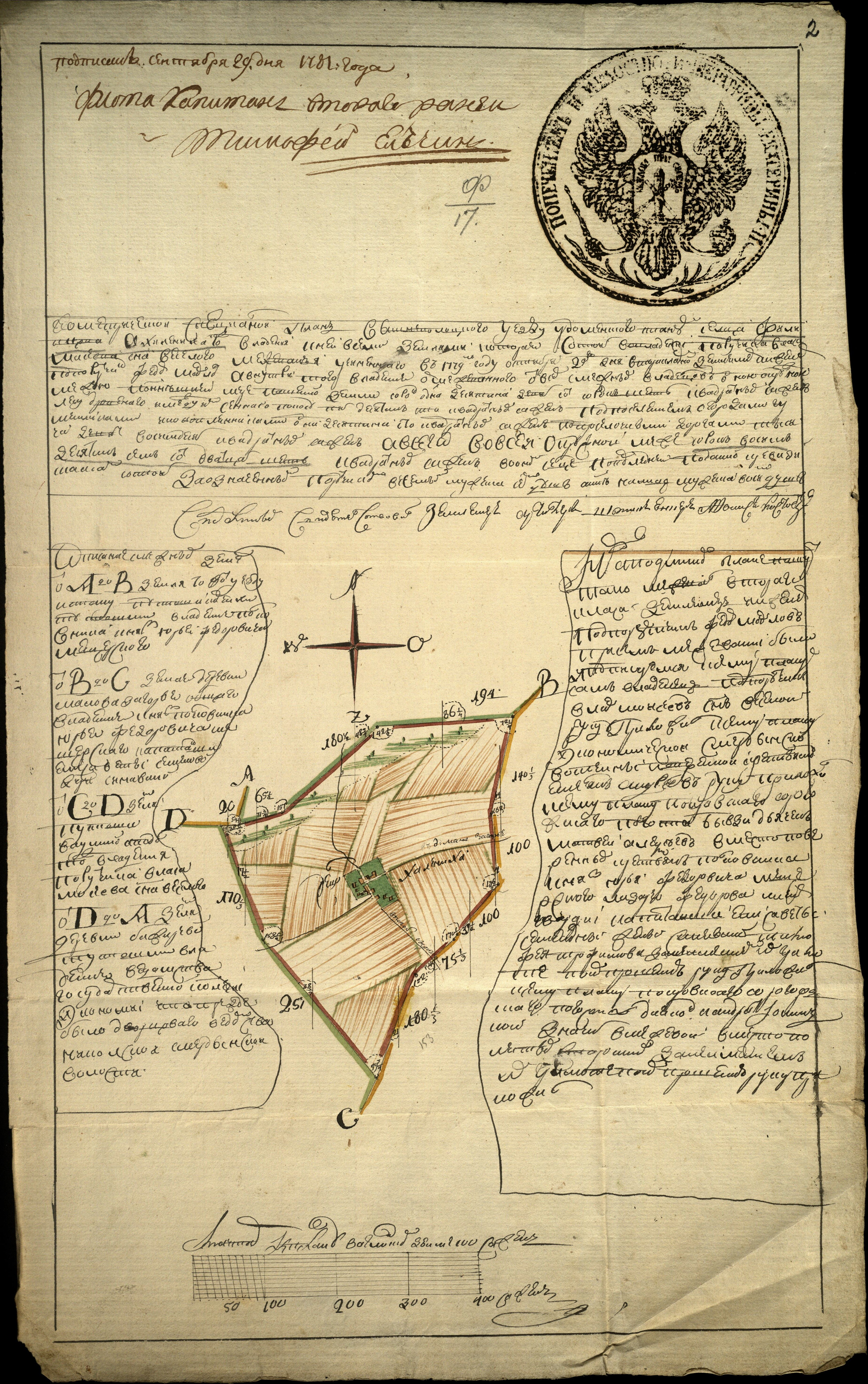
Описание и план селец Филипцово, Халениха Удомельского стана, владения поручика В. М. Веселаго, в 1779 году.

Межева́ние (землемерие, арпантаж) — геодезический способ определения границ земельного участка в горизонтальной плоскости.

## История
В древности поворотные точки межи отмечались межевыми деревьями, межевыми камнями и иными межевыми знаками.
На Руси (в России) первые попытки государственного межевания начались со времени Уложения Алексея Михайловича, от 1649 года, и им занимались валовые писцы, в мерах борьбы царской (государственной) власти против расхищения служилыми людьми поместных земель без соразмерного несения службы, позже в империи, в 1754 году была разработана и принята «межевая инструкция».
В 1930-е годы, в В Союзе ССР, в содержание землеустройства входило установление или восстановление границ совхозов, колхозов и других землепользователей. В 1935 — 1937 годы землеустроительные работы, связанные с закреплением земли за колхозами навечно, охватили свыше 240 000 колхозов, и их границы были закреплены государственными межевыми знаками.

## Описание
Межевание земель представляет собой комплекс инженерно-геодезических работ по установлению, восстановлению и закреплению на местности границ землепользований, определению местоположения границ и площади участка, а также юридическому оформлению полученных материалов.
Правила и порядок межевания установлены законодательными актами, предусмотренными Земельным кодексом Российской Федерации от 25.10.2001 № 136-ФЗ (ред. от 29.07.2017).
До принятия Федерального закона № 268-ФЗ, при проведении любых операций с земельными участками, таких как:
- купля-продажа,
- обмен,
- дарение,
- приватизация,
- наследование всего или части земельного участка,

было необходимо провести межевые работы, которые включают в себя:
- согласование границ земельных участков,
- создание планового съёмочного обоснования,
- определение координат и границ межевых знаков и закрепление их на местности,
- определение площади земельного участка по полученным координатам межевых знаков,
- подготовка межевых планов и получение выписки о правах ЕГРП[6],
- формирование пакета документов и последующую сдачу землеустроительного дела (межевой план) в соответствующие государственные органы (департамент земельных ресурсов).

Границы земельных участков закрепляются временными межевыми знаками в виде деревянных кольев, металлических штырей, дюбелей.
Долговременные межевые знаки в виде металлической трубы или деревянного столба, заложенные на глубину не менее 0,8 м или металлическая марка, закреплённая цементным раствором, соответствующие требованиям Приказа Минэкономразвития № 582 от 31 декабря 2009 г., устанавливаются на границах земельных участков в соответствии с требованиями к способам закрепления характерных точек границ земельных участков и могут оговариваться в договоре подряда на выполнение кадастровых работ, заключаемом между заказчиком и кадастровым инженером.